# Cresta (ola)

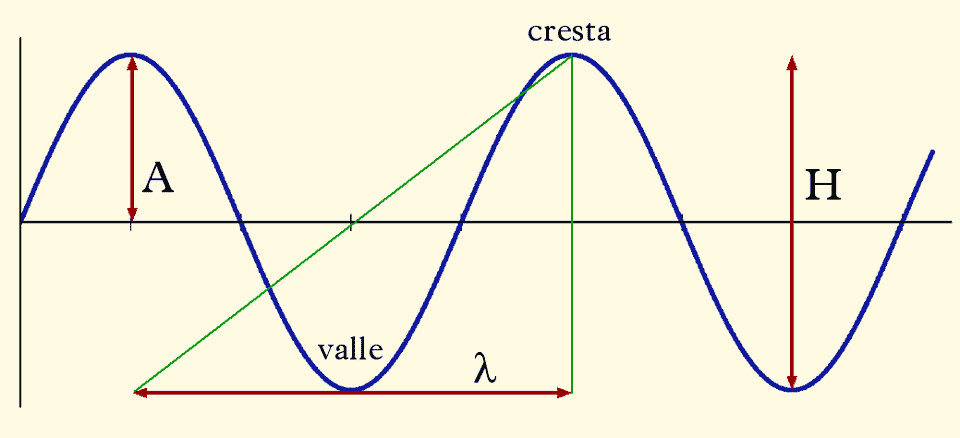
Parámetros de las olas. A=amplitud. H=altura. λ=longitud de onda.

Distintas longitudes de ola conforme a la profundidad del mar.

La cresta de una ola es su parte más alta, «generalmente coronada de espuma».
La longitud de ola —lambda (λ)— se mide de cresta a cresta entre dos olas sucesivas, mientras la altura de ola se mide verticalmente entre la cresta y el valle (seno) de una ola.